# Mark Bernes
Pour les articles homonymes, voir Bernes (homonymie).

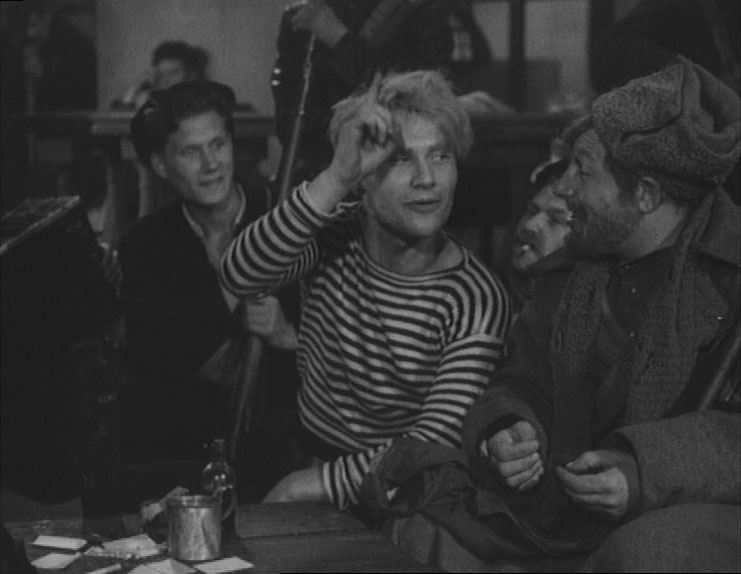
Bernes dans le film Homme au fusil (1938).

Mark Bernes ou Marc Bernes (russe : Марк Наумович Берне́с, Mark Naoumovitch Bernes), né le 25 septembre 1911 (8 octobre dans le calendrier grégorien) à Nijyn, Gouvernement de Tchernigov, Empire russe et mort le 16 août 1969 à Moscou, Mark Bernes est un acteur et chanteur soviétique d'origine juive qui a interprété certaines des chansons les plus poignantes sur la Seconde Guerre mondiale, parmi lesquelles Sombre Nuit (russe : Тёмная ночь, 1943) et Les Grues (russe : Журавли, 1969).

## Biographie
À la fin des années 1930, peu avant la guerre, Mark Bernes est apparu dans deux films : L'Homme au fusil et Avions de chasse (ru). Dans ces deux films, il interprète des chansons qui deviennent célèbres dans toute l'Union Soviétique - Nuages sur la ville (Тучи над городом встали) écrite par Pāvels Armands et La ville bien-aimée (Любимый город) de Nikita Bogoslovski et Yevgeniy Dolmatovsky (en).
Quand la guerre commence, il est parmi les premiers chanteurs à se produire devant les troupes soviétiques. En 1943, il joue dans le film Deux combattants où il interprète deux de ses plus grands succès, Sombre Nuit et Des chalands pleins de mulets (ru).
Le nom de Mark Bernes a été étroitement associé à la Seconde guerre mondiale. Après la guerre, il a continué à chanter sur ce sujet. Ainsi on connait dans son interprétation Serejka de Malaïa Bronnaïa (Серёжка с Малой Бронной) poème écrit par Evgueni Vinokourov en 1953 et mis en musique par Andrei Eschpai en 1958, l'histoire des deux garçons d'un illustre quartier moscovite péris sur le front et des mères de ces garçons qui meurent à petit feu dans la solitude de leurs appartements, alors que la vie continue tout autour.
En 1969, il meurt d'un cancer du poumon, peu après avoir enregistré Les Grues, chanson écrite par Rassoul Gamzatov, où il imagine que les soldats qui ont péri au front se changent en grues dans le ciel.

## Filmographie partielle
- 1936 : Détenus (Заключённые, Zakliuchonnye) de Ievgueni Tcherviakov : épisode
- 1939 : Une grande vie (première partie) de Leonid Loukov : ingénieur
- 1941 : Valeri Tchkalov (Валерий Чкалов) de Mikhaïl Kalatozov
- 1943 : Deux combattants (Два бойца) de Leonid Loukov : Arkadi Dzioubine
- 1945 : Le Tournant décisif (Великий перелом) de Fridrikh Ermler : Minutka
- 1946 : Une grande vie (deuxième partie) de Leonid Loukov : ingénieur
- 1950 : Loin de Moscou (Далеко от Москвы, Daleko ot Moskvy) d'Alexandre Stolper : Umara-Mahomet
- 1952 : Maximka (Максимка) de Vladimir Braun : médecin de bord
- 1967 : Jenia, Jenetchka et 'Katioucha’ (Женя, Женечка и «катюша») de Vladimir Motyl
- 1968 : Le Glaive et le Bouclier (Щит и меч) de Vladimir Bassov

## Chansons populaires
- 1943 : Sombre Nuit (Тёмная ночь, Tiomnaïa notch)
- 1943 : Des chalands pleins de mulets (ru) (Шаланды, полные кефали, Chalandy, polnye kefali)
- 1956 : Vie, je t'aime (ru) (Я люблю тебя, жизнь, Ia lioubliou tebia, jizn)
- 1958 : Serejka de Malaïa Bronnaïa (Серёжка с Малой Бронной, Serezhka s Maloy Bronoy)
- 1961 : Les Russes veulent-ils la guerre ? (Хотят ли русские войны, Khotiat li rousskie voïny)
- 1968 : Avec quoi commence la patrie (С чего начинается Родина, S tchego natchinaïetsia rodina)
- 1969 : Les Grues (Журавли, Jouravli)

## Distinctions et hommages
Mark Bernes a reçu le Prix Staline en 1951, pour le rôle de Umara-Magomet dans le film Loin de Moscou (1950), le titre d'artiste du peuple de la RSFSR en 1965, l'ordre de l'Insigne d'Honneur et l'ordre de l'Étoile rouge et plusieurs médailles.
Un planetoïde, 3038 Bernes, découvert par l'astronome soviétique Nikolaï Tchernykh en 1978, porte son nom.

### Crédit d'auteurs
- (en) Cet article est partiellement ou en totalité issu de l’article de Wikipédia en anglais intitulé « Mark Bernes » (voir la liste des auteurs).